# 1906 في ألمانيا
فيما يلي قوائم الأحداث التي وقعت خلال عام 1906 في ألمانيا.

## رياضة
- 29 يوليو – سباق طواف فرنسا 1906 الفائزون لويس تروسيلير، جورج باسيريو، رينيه بوتيه.

## مواليد

### يناير
- 1 يناير – يان بيترسن[1]
- 7 يناير – كورت مندلسون فيزيائي بريطاني.[2]
- 28 يناير – هانس برنهارد دراج ألماني.

### فبراير
- 24 فبراير – برتولد أمير بادن[3]

### مارس
- 19 مارس – أدولف آيخمان ضابط نازي.

### أبريل
- 10 أبريل – هيلين بيرغ سياسية ألمانية.

### يونيو
- 19 يونيو – إرنست تشين[4]
- 26 يونيو – شتفان أندريس روائي ألماني.[5]

### أغسطس
- 2 أغسطس – هوبرتوس أمير ساكس كوبورج وغوتا
- 2 أغسطس – يوهان ليوبولد هيراداتيري أمير ساكس كوبورج وغوتا
- 22 أغسطس – ايبرهارد مولر ثيولوجي ألماني.

### سبتمبر
- 4 سبتمبر – ماكس دلبروك[6]
- 7 سبتمبر – إريك تساندر
- 22 سبتمبر – إلسي كوخ[7]

### أكتوبر
- 14 أكتوبر – حنة آرنت[8]
- 20 أكتوبر – ويلهلم مولر[9]
- 22 أكتوبر – فرتز كريمر نحات ألماني.[10]
- 30 أكتوبر – الكسندر غودي[11]

### نوفمبر
- 8 نوفمبر – جورج دوناتوس دوق هيس
- 13 نوفمبر – فيليبالد كريس لاعب كرة قدم ألماني.[12]
- 14 نوفمبر – ألبرشت بيكر[13]
- 18 نوفمبر – كلاوس مان كاتب ألماني.[14]

### ديسمبر
- 25 ديسمبر – إرنست روسكا فيزيائي ألماني.[15]

## وفيات

### يناير
- 14 يناير – هيرمان سبرينغل (مواليد 1834) كيميائي ألماني.
- 29 يناير – كريستيان التاسع ملك الدنمارك (مواليد 1818)[16]

### مارس
- 21 مارس – كارل هاينريك فون سيمنز (مواليد 1829) رائد أعمال ألماني.[17]

### أبريل
- 8 أبريل – أوغست ديتر (مواليد 1850)
- 23 أبريل – فرانز جورج فيليب (مواليد 1831) عالم نبات ألماني.[18]

### مايو
- 14 مايو – كارل شورتز (مواليد 1829) سياسي أمريكي.[19]
- 26 مايو – كريستوف فريدريش هيغيلماير (مواليد 1833) عالم نبات ألماني.

### يونيو
- 11 يونيو – هاينريش هارت (مواليد 1855) كاتب ألماني.[20]

### نوفمبر
- 23 نوفمبر – ويليام وريد (مواليد 1859)[21]

### ديسمبر
- 4 ديسمبر – كارل أوتو هارتس (مواليد 1842)
- 30 ديسمبر – أوسكار شاده (مواليد 1826)[22]